# Hrabstwo St. Croix
Hrabstwo St. Croix (ang. St. Croix County) – hrabstwo w stanie Wisconsin w Stanach Zjednoczonych.
Obszar całkowity hrabstwa obejmuje powierzchnię 735,81 mil² (1905,74 km²). Według szacunków United States Census Bureau w roku 2009 miało 83 351 mieszkańców. Jego siedzibą administracyjną jest Hudson.
Hrabstwo zostało utworzone w 1840. Nazwa pochodzi od francuskiego odkrywcy St Croix.
Na obszarze hrabstwa znajdują się rzeki Apple, Eau Galle, Kinnickinnic, Rush, St Croix i Willow oraz 64 jeziora.

## Miasta
- Baldwin
- Cady
- Cylon
- Eau Galle
- Emerald
- Erin Prairie
- Forest
- Glenwood
- Glenwood City
- Hammond
- Hudson - city
- Hudson - town
- Kinnickinnic
- Pleasant Valley
- New Richmond
- River Falls
- Richmond
- Rush River
- Somerset
- Springfield
- St. Joseph
- Stanton
- Star Prairie
- Troy
- Warren

## Wioski
- Baldwin
- Deer Park
- Hammond
- North Hudson
- Roberts
- Somerset
- Star Prairie
- Wilson
- Woodville

## CDP
- Emerald
- Houlton